# Thần Châu 8

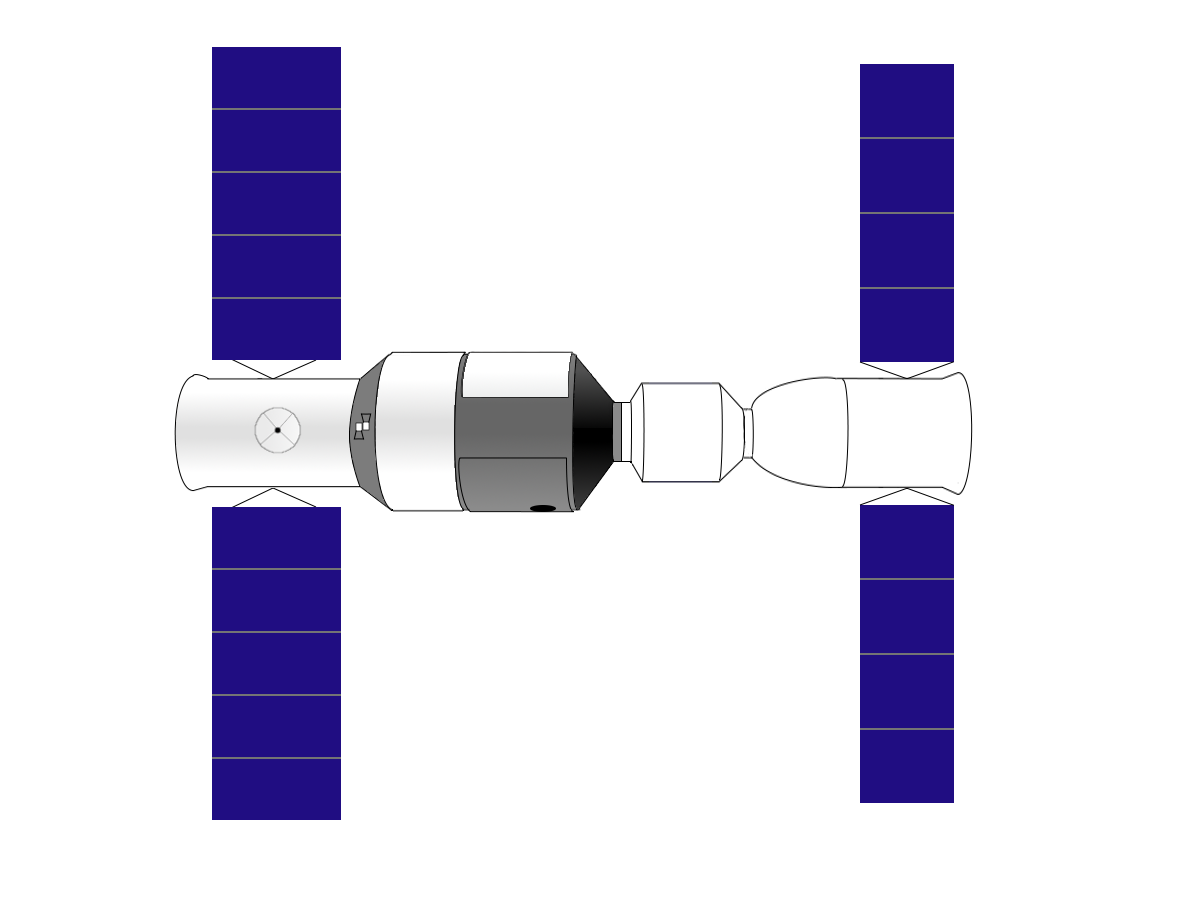
Tiangong 1 drawing

Thần Châu 8 (tiếng Trung: 神舟八号, Thần Châu bát hiệu) là một kế hoạch về một chuyến bay không người lái vào không gian nằm trong chương trình Thần Châu của Trung Quốc được lên kế hoạch phóng vào ngày 1 tháng 11 năm 2011. Thần Châu 8 sẽ rời bệ phóng tại Trung tâm Phóng vệ tinh Tửu Tuyền, tỉnh Cam Túc.
Theo Cục hàng không vũ trụ Trung Quốc (CNSA), tàu vũ trụ Thần Châu 8 sẽ được ghép nối với môđun không gian Thiên Cung 1 (được phóng từ ngày 29 tháng 9 năm 2011). Việc ghép nối này sẽ tạo tiền đề cho tàu vũ trụ Thần Châu 9 có người ở hoàn thành sứ mệnh vào năm 2012, được dự kiến sẽ thực hiện việc ghép nối có người điều khiển lần đầu tiên của Trung Quốc với mô đun Thiên Cung 1.

## Lịch sử
Ngày 29 tháng 9 năm 2008, Trương Kiến Khải (张建启), Phó giám đốc của công trình không gian có người lái Trung Quốc đã tuyến bố trong một cuộc phóng vấn với Đài truyền hình trung ương Trung Quốc  rằng Thiên Cung 1 sẽ được phóng vào năm 2010. Thần Châu 8, Thần Châu 9 và Thần Châu 10 đều được dự kiến là sẽ ghép nối với mô đun này.
Vào ngày 1 tháng 10 năm 2008, Cơ quan Không gian Thượng Hải, đơn vị tham gia vào việc phát triển Thần Châu 8, đã phát biểu rằng họ đã thành công trong các cuộc thí nghiệm mô phỏng ghép nối Thiên Cung 1 và Thần Châu 8.
Thần Châu 8 từng được lên kế hoạch phóng vào năm 2011. Tuy nhiên đến tháng 3 năm 2011, việc phóng tàu đã bị hoãn đến tháng 10 năm 2011.

## Sứ mệnh
Sứ mệnh lần này của Thần Châu 8 được dự kiến là nhằm giúp Trung Quốc kiểm tra công nghệ lắp ghép trên quỹ đạo của một tàu vũ trụ với một mô-đun không gian. Và nếu sứ mệnh này thành công thì đến năm 2012, Trung Quốc sẽ tiếp tục phóng thêm ít nhất hai tàu vũ trụ nữa, trong đó có ít nhất một tàu có người lái để bay đến kết nối với Thiên Cung 1. Nếu việc kết nối giữa Thần Châu 8 và Thiên Cung 1 diễn ra trôi chảy, thì ngành khoa học vũ trụ Trung Quốc sẽ đạt được một bước tiến lớn giúp nước này có thể thâm nhập sâu hơn vào khoảng không vũ trụ